# Alacrán enamorado
Alacrán enamorado és una pel·lícula espanyola estrenada el 12 d'abril de 2013 dirigida per Santiago Zannou. Basada en la novel·la homònima escrita per Carlos Bardem, una reflexió sobre el racisme, el feixisme i la boxa.

## Sinopsi
Julián (Álex González), Asterix (Javier Mancebo) i Luis (Miguel Ángel Silvestre) pertanyen a un grup d'ideologia neonazi liderat per Solís (Javier Bardem). Juntament amb altres membres del grup ataquen tot el considerat enemic a base d'amenaces i pallisses. Julián freqüenta el gimnàs de Pedro (Hovik Keuchkerian) i li demana que l'ensenyi a boxejar. Carlomonte (Carlos Bardem) desconfia de Julián però el comença a entrenar. Al gimnàs també treballa Alyssa (Judith Diakhate) una jove mulata de qui Julián s'enamora. L'amor per Alyssa i la boxa fan que Julián comenci a canviar, cosa que el seu amic Luis no està disposat a acceptar.

## Repartiment
- Álex González és Julián "Alacrán".
- Javier Bardem és Solís.
- Judith Diakhate és Alyssa.
- Carlos Bardem és Carlomonte.
- Miguel Ángel Silvestre és Luis.
- Luis Mottola és Speaker.
- Hovik Keuchkerian és Pedro.

## Premis i nominacions
Medalles del Cercle d'Escriptors Cinematogràfics
| Categoria              | Persona                       | Resultat  |
| ---------------------- | ----------------------------- | --------- |
| Millor actor secundari | Carlos Bardem                 | Guanyador |
| Actor revelació        | Hovik Keuchkerian             | Nominat   |
| Millor guió adaptat    | Santiago Zannou Carlos Bardem | Nominats  |

XXVIII Premis Goya
| Categoria                    | Persona                       | Resultat |
| ---------------------------- | ----------------------------- | -------- |
| Millor actor secundari       | Carlos Bardem                 | Nominat  |
| Millor actor revelació       | Hovik Keuchkerian             | Nominat  |
| Millor guió adaptat          | Santiago Zannou Carlos Bardem | Nominats |
| Millor direcció de producció | Llorenç Miquel i Carpi        | Nominats |

I Premis Feroz
| Categoria                    | Persona       | Resultat |
| ---------------------------- | ------------- | -------- |
| Millor actriu de repartiment | Carlos Bardem | Nominat  |

XXIII Premis de la Unión de Actores
| Categoria                   | Persona                | Resultat  |
| --------------------------- | ---------------------- | --------- |
| Millor actor protagonista   | Álex González          | Nominat   |
| Millor actor revelació      | Hovik Keuchkerian      | Guanyador |
| Millor actor secundari      | Carlos Bardem          | Nominats  |
| Millor actor de repartiment | Miguel Ángel Silvestre | Nominat   |